# Akira Matsunaga (1914)
Akira Matsunaga (松永 行, Matsunaga Akira, Shizuoka, 21 september 1914 – Guadalcanal, 20 januari 1943) was een Japans voetballer die als aanvaller speelde.

## Japans voetbalelftal
Akira Matsunaga maakte op 4 augustus 1936 zijn debuut in het Japans voetbalelftal tijdens een Olympische Zomerspelen 1936 tegen Zweden. Akira Matsunaga debuteerde in 1936 in het Japans nationaal elftal en speelde 2 interlands, waarin hij 1 keer scoorde.

## Statistieken
| Japans voetbalelftal | Japans voetbalelftal | Japans voetbalelftal |
| Jaar                 | Wed.                 | Dlp.                 |
| -------------------- | -------------------- | -------------------- |
| 1936                 | 2                    | 1                    |
| Totaal               | 2                    | 1                    |